# Shane Parker
Shane Andrew Parker (ur. 29 kwietnia 1970 w Adelaide) – australijski żużlowiec.

## Życiorys
Mistrz Australii juniorów do 16 lat (1985). Dwukrotny medalista Młodzieżowych Indywidualnych Mistrzostw Australii: srebrny (Mildura 1991) oraz brązowy (Renmark 1990).  Pięciokrotny mistrz stanu Australia Południowa (1991, 1993, 1994, 2001, 2002). Indywidualny Wicemistrz Australii (Adelajda 1992).
Dwukrotny uczestnik finałów Indywidualnych Mistrzostw Świata Juniorów (Lwów 1990 – V m., Coventry 1992 – IV m.).
Reprezentant Australii podczas Drużynowych Mistrzostw Świata (1992) oraz Mistrzostw Świata Par (1992).
Dwukrotny uczestnik eliminacji Indywidualnych Mistrzostw Świata (najlepszy wynik: 1992 – XI m. w finale zamorskim). Zdobywca Klubowego Pucharu Europy (Diedenbergen 1999 – w barwach Polonii Bydgoszcz).

## Przynależność klubowa
Wielka Brytania
- Ipswich Witches (1990–1994)
- Middlesbrough Bears (1995–1996)
- King’s Lynn Stars (1997–1998)
- Hull Vikings (1999)
- Belle Vue Aces (2000)
- Peterborough Panthers (2001–2002)
- Glasgow Tigers (2004–2009)

Polska
- KS Victoria – Rolnicki Machowa (1992)
- Wanda Kraków (1994)
- Włókniarz Częstochowa (1995–1997)
- Start Gniezno (1998)
- Polonia Bydgoszcz (1999–2000)
- GKM Grudziądz (2001)

Szwecja
- Smederna Eskilstuna (1998)
- Kaparna Göteborg (1999–2001)
- Piraterna Motala (2002–2004)

## Osiągnięcia
- Młodzieżowe indywidualne mistrzostwa Australii na żużlu
  - 1990 – Brązowy
  - 1991 – Srebrny
- 5-krotny Mistrz Stanu Australia Południowa (1991, 1993, 1994, 2001, 2002)
- Indywidualny Wicemistrz Australii (1992)
- Klubowy Puchar Europy na żużlu
- Drużynowe mistrzostwa Polski na żużlu: 2 razy złoty medal (1996, 2000)